# Skomstjärnen
Skomstjärnen är en sjö i Härjedalens kommun i Härjedalen och ingår i Ljusnans huvudavrinningsområde. Sjön har en area på 0,617 kvadratkilometer och ligger 753,4 meter över havet. Skomstjärnen ligger i Rogen Natura 2000-område. Sjön avvattnas av vattendraget Skomstjärnån.

## Delavrinningsområde
Skomstjärnen ingår i det delavrinningsområde (691785-133847) som SMHI kallar för Utloppet av Skomstjärnen. Medelhöjden är 779 meter över havet och ytan är 7,3 kvadratkilometer. Räknas de 12 avrinningsområdena uppströms in blir den ackumulerade arean 51,87 kvadratkilometer. Skomstjärnån som avvattnar avrinningsområdet har biflödesordning 3, vilket innebär att vattnet flödar genom totalt 3 vattendrag innan det når havet efter 390 kilometer. Avrinningsområdet består mestadels av skog (73 procent) och sankmarker (12 procent). Avrinningsområdet har 0,63 kvadratkilometer vattenytor vilket ger det en sjöprocent på 15 procent.